# Birsig
De Birsig is een zijriviertje van de Rijn bij Bazel. Het stroomt door het Birsigdal, afwisselend over Frans en Zwitsers grondgebied. In het stadscentrum van Bazel is de rivier overbrugd (van het Heuwaageviaduct tot de Rijn). Er zijn twee hoge viaducten over de vallei in Bazel stad, namelijk het Birsigviaduct (of Viaduktstrasse) en het Dorenbachviaduct. In de Birsigvallei rijden de trams van de Birsigthalbahn (lijnen 10 en 17), nu geëxploiteerd door Baselland Transport (BLT) bij de Bazelse tram.
- Gemeinsame Normdatei: 4638216-1
- Virtual International Authority File: 242298250